# Кас Курсел
Кас Курсел (на френски: Cas Courcelles) е канадска писателка на произведения в жанра любовен роман и трилър. Пише любовни романи под псевдонима Саманта Дей (на английски: Samantha Day).

## Биография и творчество
Кас Курсел е автор на 6 романа за „Арлекин“ в периода 1984-1995 г. под псевдонима Саманта Дей.
През 2012 г. издава първия си трилър „Down Dark Deep“.
Кас Курсел живее със семейството си в Канада, а през зимните месеци обича да прави пътешествия на юг.

## Произведения

### Като Саманта Дей

#### Самостоятелни романи
- The Turn Of The Tide (1985)
- For Karin's Sake (1987)
- There Must Be Love (1988)
- Under A Summer Sun (1989)
- Завинаги заедно, A Love To Last (1991)
- The Three Of Us (1994)

### Като Кас Курсел

#### Самостоятелни романи
- Down Dark Deep (2012)